# Lioré et Olivier LeO 25
Ліор ет Олів'є LeO 25 (фр. Lioré et Olivier LeO 25) — серія двомоторних поплавкових біпланів-торпедоносців виробництва французької авіакомпанії Lioré et Olivier міжвоєнного періоду. Для ВПС Франції серійно виготовлялись літаки модифікацій LeO H.257 і LeO H.258. До початку Другої світової війни безнадійно застарів і використовувався для патрулювання, проте під час німецького наступу на Францію також здійснював бомбардувальні місії.

## Історія створення

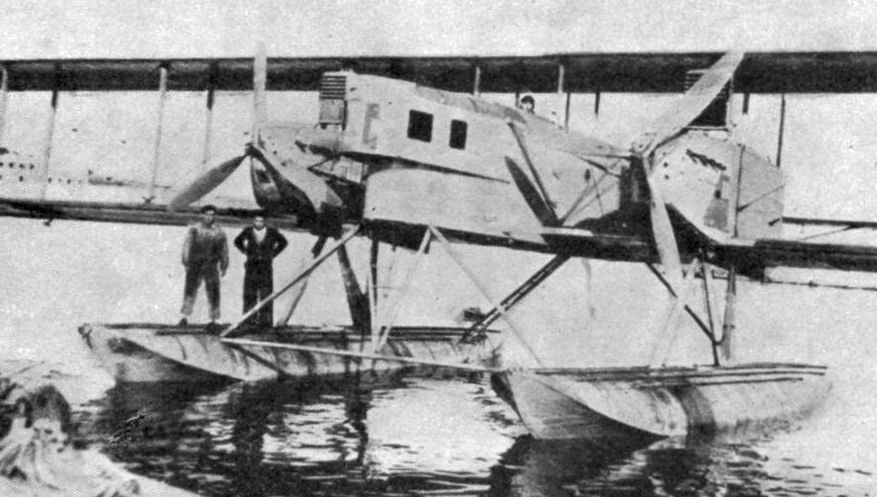
LeO H.255 в 1934 році.

В середині 20-их років в компанії Lioré et Olivier було сконструйовано біплан LeO 20 — порівняно гарний бомбардувальник того часу. Створена конструкція продовжувала розвиватись і 1929 року почались випробування прототипу LeO 25, який став основою для цілої серії літаків. В основному літаки відрізнялись різними моделями двигунів. 14 листопада 1932 року в повітря вперше піднявся літак LeO H.256.01 з двигунами HS 12Nbr , який після зміни хвостового оперення був прийнятий на озброєння під позначенням LeO H.258. Ще один прототип майбутніх серійних літаків LeO H.257.01 випробовувався навесні 1933 року і відрізнявся двигунами — GR 14Kbr і закритою кабіною. Серійні літаки отримали позначення LeO H.257bis. Загалом до квітня 1939 року було побудовано 86 серійних літаків.

## Основні модифікації
- LeO H.257bis — оснащувався двигунами GR 14Kirs/jrs потужністю 870 к.с. (60 екз.)
- LeO H.258 — оснащувався двигунами HS 12Nbr потужністю 650 к.с. (60 екз.)

## Історія використання

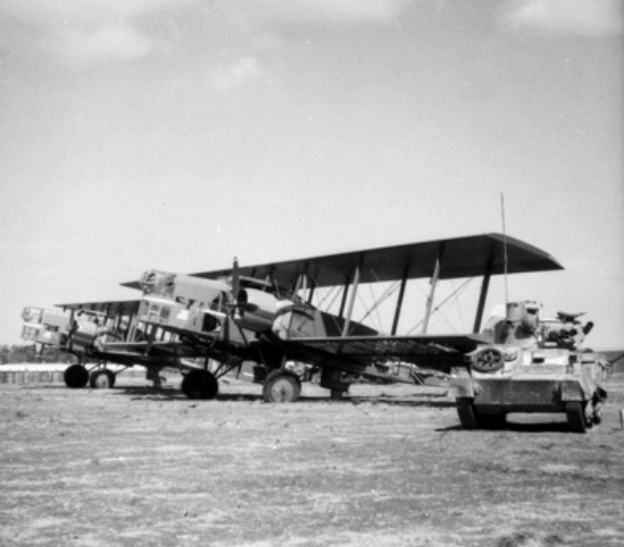
Два захоплені союзниками LeO H.258 на колісному шасі. Алеппо, 1941 рік.

Гідропланами LeO H.257/258 було оснащено три ескадрильї — B1, B2 і B3. В кінці 1938 року H.258 були передані в резерв, але з початком Другої світової війни 8 літаків надійшли на озброєння патрульних ескадрилей 2S4 в Бретані і 4S2 в Північній Африці. Літаки використовувались для патрулювання, а в активних бойових діях участі не брали, більше того 1 квітня 1940 року було розформовано ескадрилью B3.
З початком німецького наступу LeO H.257bis почали використовуватись і для нальотів на наземні цілі. Так під час оточення військ союзників в Дюнкерку літаки ескадрильї B2 здійснювали нічні нальоти на дороги і мости в районі Булонь-Кале і досягли деяких успіхів. Проте при денних нальотах на танкові частини Вермахту, які просувались до Шербуру, застарілі літаки зазнали великих втрат. Не зважаючи на це 15 серпня 1941 року в строю ще залишалось 45 H.257bis і 8 H.258. В складі авіації Режиму Віші вони використовуватись тільки як навчальні.

## Тактико-технічні характеристики
Дані з Ударная авиация Второй Мировой — штурмовики, бомбардировщики, торпедоносцы

### Технічні характеристики
|                       |                       | LeO H.257bis      | LeO H.258     |
| --------------------- | --------------------- | ----------------- | ------------- |
| Довжина               | Довжина               | 17,75 м           | 17,54 м       |
| Висота                | Висота                | 6,67 м            | 6,8 м         |
| Розмах крил           | Розмах крил           | 25,47 м           | 25,47 м       |
| Площа крил            | Площа крил            | 133,8 м²          | 133,8 м²      |
| Маса                  | пустого               | 5300 кг           | 5613 кг       |
| Маса                  | спорядженого          | 9563 кг           | 10 223 кг     |
| Двигуни               | Двигуни               | 2 × GR 14Kirs/jrs | 2 × HS 12Nbr  |
| Потужність            | Потужність            | 2 × 870 к. с.     | 2 × 650 к. с. |
| Максимальна швидкість | Максимальна швидкість | 231 км/год        |               |
| Дальність польоту     | Дальність польоту     | 1500 км           | 1200 км       |
| Практична стеля       | Практична стеля       | 6500 м            |               |

### Озброєння
- Захисне:
  - 1 × 7,5-мм кулемет в носовій установці
  - 1 × 7,5-мм кулемет в верхній установці
  - 1 × 7,5-мм кулемет в нижній висувній установці
- Бомбове:
  - 700 кг бомб або
  - 1 × торпеда DA